# 제주지방해양수산청
제주지방해양수산청(濟州地方海洋水産廳, Jeju Regional Maritime Affairs ＆ Fisheries Office)은 대한민국 해양수산부 소속 폐지된 행정기관이다. 제주도와 주변 지역을 관할하였다. 1945년 11월 1일 미 군정에 의해 제주부두국으로 처음 발족하였으며, 1948년 4월 8일 제주항만청으로 승격하였다. 1997년 5월 제주지방해양수산청으로 발족했으나 2007년 폐지되었다. 제주특별자치도 제주시 임항로 128(건입동 918)에 위치하였다. 청장은 고위공무원단 고위공무원 나급(2급 상당)으로 보한다.

## 연혁
- 1945년 11월 1일 미 군정에 의해 교통국 제주부두국 설치
- 1945년 교통부 제주해사국
- 제주항무서
- 1948년 4월 8일 제주항만청으로 승격[1]
- 대한민국 정부 수립 이후 해무청이 설치되면서 1955년 12월 제주지방해무청으로 개편
- 1961년 10월 교통부로 이관, 제주지방항만관리청
- 1976년 3월 항만청 제주지방항만관리청
- 1977년 12월 해운항만청 발족 후 제주지방해운항만청 개편
- 1996년 8월 해양수산부 발족 후 소속 이관
- 1997년 5월 제주지방해양수산청으로 발족
- 2006년 7월 제주지방해양수산청 폐지. 부산지방해양수산청에 흡수되어 부산지방해양수산청 소속 제주해양관리단이 되었다.

## 조직

### 제주지방해양수산청장

#### 총무과
- 서무계
- 재무계

#### 선원해사안전과
- 선원해무계
- 노정계
- 선박계

#### 항만물류과
- 항만물류계
- 항만운영계
- 항만정보계
- 북항관제계
- 신항관제계

#### 해양환경과
- 해양환경계
- 공유수면계

#### 해양교통시설과
- 해양교통시설계

## 같이 보기
- 제주도
- 제주시
- 서귀포시
- 북제주군
- 남제주군